# Hauptstadt.TV
Hauptstadt.TV (vormals PotsdamTV) ist ein regionaler Fernsehsender in der Bundeshauptstadt Berlin und der Landeshauptstadt Potsdam (Brandenburg). Die Redaktionsräume und das Studio befinden sich in der WilhelmGalerie am Platz der Einheit in Potsdam.

## Programm
Gesendet werden Informations- und Unterhaltungsprogramme mit aktuellen kommunalpolitischen, wirtschaftlichen, kulturellen und serviceorientierten Schwerpunktthemen.
Zum Unternehmen gehört auch eine Produktionsfirma, die Auftragsfilme und die Vermarktung von Sendezeiten im regionalen Verbund anbietet.
Seit März 2014 wird ein werktägliches Programm produziert. Am Wochenende laufen auch Wiederholungen. Der Sender produziert im Kabelnetz ein programmbegleitendes Texttafelangebot mit Informationen über Potsdam, Berlin und die Region.

## Empfang
Das Programm wird in den Kabelnetzen Potsdam, Beelitz, Michendorf, Nuthetal, Wünsdorf und Werder/Havel sowie in Berlin von Vodafone, Pÿur und RFT Kabel übertragen. Daneben stehen ein Livestream und eine Mediathek auf der Website des Senders und die internetbasierte Verbreitung über mehrere Plattformen (einschließlich Mobile App) zur Verfügung.